# DR-Baureihe 61
| DR-Baureihe 61                                          | DR-Baureihe 61 | DR-Baureihe 61 |
| ------------------------------------------------------- | --- | --- |
| Briefmarke der Baureihe 61 mit dem Henschel-Wegmann-Zug | | |
| Nummerierung:                                           | 61 001 | 61 002 |
| Anzahl:                                                 | 1 | 1 |
| Hersteller:                                             | Henschel & Sohn | Henschel & Sohn |
| Baujahr(e):                                             | 1935 | 1939 |
| Ausmusterung:                                           | 1952 | Umbau zur 18 201 |
| Bauart:                                                 | 2’C2’ h2t | 2’C3’ h3t |
| Gattung:                                                | St 37.18 | St 38.18 |
| Länge über Puffer:                                      | 18 475 mm | 18 825 mm |
| Spurweite:                                              | 1435 | 1435 |
| Dienstmasse:                                            | 129,1 t | 146,2 t |
| Reibungsmasse:                                          | 56,7 t | 56,3 t |
| Radsatzfahrmasse:                                       | 19,0 t | 18,8 t |
| Höchstgeschwindigkeit:                                  | 175 km/h | 175 km/h |
| Indizierte Leistung:                                    | 1066 kW / 1450 PSi | 1066 kW / 1450 PSi |
| Anfahrzugkraft:                                         | ~ 109 kN | ~ 103 kN |
| Treibraddurchmesser:                                    | 2300 mm | 2300 mm |
| Laufraddurchmesser (vorn):                              | 1100 mm | 1100 mm |
| Laufraddurchmesser (hinten):                            | 1100 mm | 1100 mm |
| Fester Radstand:                                        | 5100 mm | |
| Gesamtradstand:                                         | 14 350 mm | |
| Zylinderdurchmesser:                                    | 460 mm | 390 mm |
| Kolbenhub:                                              | 750 mm | 660 mm |
| Kesselüberdruck:                                        | 20 bar | 20 bar |
| Rostfläche:                                             | 2,75 m² | 2,79 m² |
| Überhitzerfläche:                                       | 69,20 m² | 73,40 m² |
| Verdampfungsheizfläche:                                 | 151,65 m² | 149,82 m² |
| Bremse:                                                 | selbsttätig wirkende Schnellbahnbremse der Bauart Hildebrand-Knorr mit Zusatzbremse und Wurfhebelbremse. Auf alle Kuppel- und Laufräder beidseitig wirkend. | selbsttätig wirkende Schnellbahnbremse der Bauart Hildebrand-Knorr mit Zusatzbremse und Wurfhebelbremse. Auf alle Kuppel- und Laufräder beidseitig wirkend. |
| Kupplung:                                               | Scharfenbergkupplung, ab 1942 Schraubenkupplung | Scharfenbergkupplung, ab 1942 Schraubenkupplung |
| Wasservorrat:                                           | 17,0 m³ | 21,0 m³ |
| Brennstoffvorrat:                                       | 5,0 t Kohle | 6,0 t Kohle |

Die beiden von Henschel & Sohn in Kassel gebauten Dampflokomotiven der Baureihe 61 waren speziell für den Henschel-Wegmann-Zug konzipierte Schnellzuglokomotiven der Deutschen Reichsbahn. Der Henschel-Wegmann-Zug war von der Deutschen Dampflokomotivbauindustrie initiiert worden, um im Vergleich zu den neuen, dieselbetriebenen Schnelltriebwagen die Leistungs- und Entwicklungsfähigkeit der Dampftraktion unter Beweis zu stellen.

## Konstruktion
Die Henschel-Wegmann-Zuggarnitur sollte in Konkurrenz zu den Dieseltriebwagen, die an den jeweiligen Endbahnhöfen einen schnellen Richtungswechsel erlaubten, fahren. Es war daher beabsichtigt, möglichst auf zeitraubende Prozeduren, wie beispielsweise das bei Schlepptender-Schnellzuglokomotiven in aller Regel notwendige Drehen auf einer Drehscheibe, zu verzichten. Hieraus leitete sich ab, dass die Lokomotive der Zuggarnitur in beide Fahrtrichtungen mit der gleichen Höchstgeschwindigkeit fahren können sollte, weshalb man sie als Tenderlokomotive ausführte.
Um die vorgesehenen Fahrleistungen erzielen zu können, wurde die Lokomotive ebenso wie die Wagen besonders leicht ausgelegt; die Kohle- und Wasservorräte bemaß man gerade ausreichend für eine einfache Fahrt auf der vorgesehenen Strecke.
Bei der Konstruktion der Lokomotiven wandte man nach Möglichkeit die Bauprinzipien der Einheitslokomotiven der Deutschen Reichsbahn an, gleichwohl gab es jedoch mannigfaltige Abweichungen von diesen. Insbesondere der Kessel war abweichend vom bei den Einheitslokomotiven verwendeten Wagnerschen Langrohrkessel entsprechend den Garbeschen Prinzipien mit langer, schmaler Feuerbüchse entworfen. Den zulässigen Kesseldruck legte man auf 20 atü (19,6 bar) fest, wohingegen die Kessel der meisten Einheitslokomotiven nur für 16 atü (15,7 bar) ausgelegt waren. Die verwendete Kesselbauart erwies sich als erheblich standfester als die ebenfalls auf eine Verdampfungsleistung von 57 kg/m²h konzipierte Kesselbauart der Einheitsloks, durchschnittliche Verdampfungsleistungen von rund 74 kg Wasser stündlich je Quadratmeter Verdampfungsheizfläche und Leistungsspitzen bis zu 100 kg/m²h waren ohne Kesselschäden oder Rohrlaufen möglich.
Beide Lokomotiven versah man mit einer stromlinienförmigen Verkleidung. Die nach vorn abgeschrägten Wasserbehälter gewährten Lokführer und Heizer eine gute Streckensicht. Der „Blechmantel“, so die amtliche Bezeichnung, verkleidete das Triebwerk komplett. Um dem Lokführer bessere Sichtverhältnisse bei der Fahrt mit dem Tender voraus zu ermöglichen, waren Regler, Steuerung und Bremse doppelt, nämlich auf beiden Führerstandsseiten in der jeweiligen Fahrtrichtung gesehen jeweils auf der rechten Seite, vorhanden. Aus diesem Grunde war auf der Heizerseite des Führerstandes die übliche Abfolge von Tür und Fenster vertauscht.
Im Gegensatz zur ersten Lokomotive hatte die später gebaute 61 002 aus Gründen des besseren Massenausgleichs und der aufgrund der gleichmäßigeren Drehmomententwicklung besseren Anfahrzugkraft ein Dreizylinder-Triebwerk. Auch versah man diese Maschine mit größeren Vorratsbehältern für Wasser und Kohle, die zur Einhaltung der vorgesehenen maximalen Radsatzfahrmasse von 18,5 t den Einsatz eines dreiachsigen Drehgestells als hinteres Laufdrehgestell bedingten. Durch das leistungsfähigere Triebwerk sollte die Pünktlichkeit des Zuges verbessert werden, die mit der 61 001 unbefriedigend war. Äußerlich unterschied sich die zweite Lok von der 61 001 ferner durch die beiden Windleitbleche am Schornstein.

## Betrieb
Mit den 2,30 Meter durchmessenden Treibrädern erreichten die Lokomotiven ohne unzulässig hohe Triebwerks-Drehzahlen und Kolbengeschwindigkeiten die vorgesehene Höchstgeschwindigkeit von 175 km/h problemlos; die Lok 61 001 schaffte bei Versuchsfahrten eine maximale Geschwindigkeit von 185 km/h. Der Plandienst zwischen Dresden und Berlin für den mit dem Stromlinienzug maximal 135 km/h zulässig waren, wurde erfolgreich durchgeführt, die 176 Kilometer lange Strecke in nur 102 Minuten bewältigt, eine Zeit, die auf dieser Strecke seitdem trotz schnellerer Elektrolokomotiven nicht unterboten werden konnte. Recht knapp bemessen war dabei die Aufenthaltszeit des Zuges in Dresden, da die Lok nicht nur an das andere Zugende umsetzen, sondern infolge der knappen Bemessung der Vorräte auch noch diese erneuert werden mussten.
Wenn die Lok 61 001 oder die Wagengarnitur wegen planmäßiger oder außerplanmäßiger Arbeiten ausfiel, setzte man eine Lok der Baureihe 01 oder Baureihe 03 ein. Mit 130 km/h erreichten sie die Höchstgeschwindigkeit der 61 001 jedoch nicht.
Bereits kurz nach dem Baubeginn der 61 001 wurde als Variante die Lokomotive 61 002 geplant und Anfang 1939 gebaut. Im Mai wurden die ersten Werksprobefahrten durchgeführt und die Lokomotive am 12. Juni 1939 zum Bahnbetriebswerk Berlin-Grunewald überstellt. Sie wurde vermutlich zum Jahreswechsel 1939/40 in Dienst genommen, so dass sie wegen des Kriegsausbruchs und des Einsatzes des Henschel-Wegmann-Zuges für Wehrmachts-Zwecke offensichtlich nicht im planmäßigen Betrieb vor dem Stromlinienzug eingesetzt wurde.
Nach Einstellung des Zugbetriebes bei Kriegsbeginn 1939 wurde die 61 001 zum Heizdienst in Bahnbetriebswerk Berlin-Grunewald eingesetzt. Ab Dezember 1940 befand sie sich wieder in Dresden-Altstadt im Schnellzugdienst und erhielt im November 1942 konventionelle Zug- und Stoßvorrichtungen. Auch die auffällige Farbgebung wurde durch grau ersetzt. Später wurde auch der untere Teil der Verkleidung entfernt, damit das Triebwerk besser zugänglich war. Die Betriebsprotokolle weisen nur geringe Laufleistungen aus. Von 1943 bis Kriegsende war das Ausbesserungswerk Braunschweig für die Lok zuständig. Zwischen Juli 1945 und März 1946 legte sie rund 40.000 Kilometer vor Personenzügen zurück.

## Nach 1945
Die Lokomotive 61 001 befand sich bei Kriegsende in der britischen Zone und wurde dem Bw Hannover zugeteilt, jedoch selten benutzt. 1947 fand noch eine Hauptuntersuchung statt und am 23. Oktober 1948 wurde die Lok beim Bw Bielefeld stationiert, wo sie bis Mai 1949 regelmäßig in Betrieb war. Nach einer Pause erbrachte sie ab November 1950 wieder Laufleistungen von 3000 bis 10 000 Kilometern im Monat. Am 2. November 1951 erlitt die Lok bei einem Unfall in Münster starke Beschädigungen, weshalb sie am 14. November 1952 ausgemustert und 1957 verschrottet wurde.

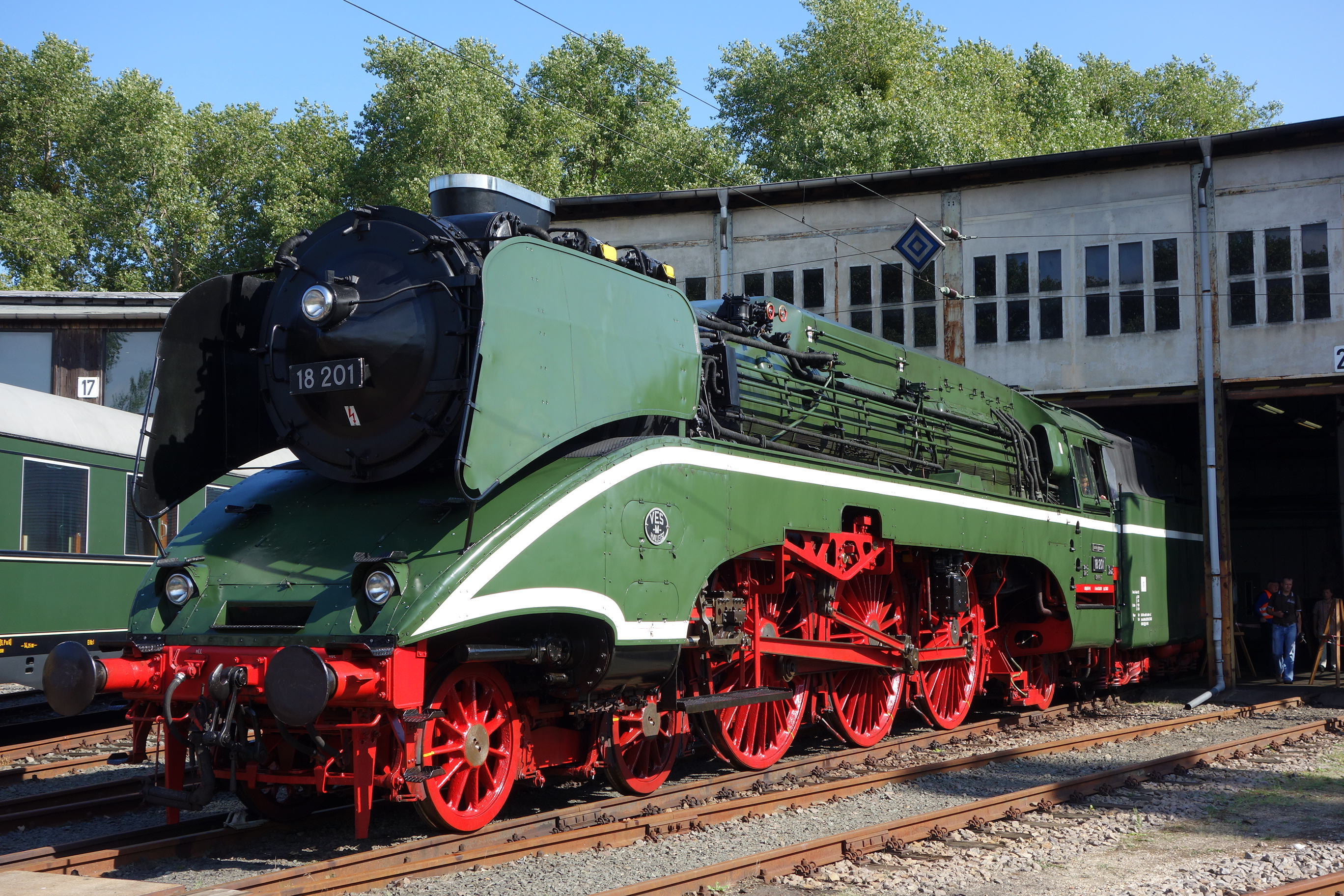
18 201 (Umbau aus 61 002)

Die 61 002 blieb in Dresden und wurde von dort aus im Reisezugverkehr eingesetzt. Als Einzelstück war sie jedoch problematisch in der Instandhaltung. Für die Versuchs- und Entwicklungsstelle der Maschinenwirtschaft (VES-M Halle unter Max Baumberg) war sie als Versuchsmaschine für Geschwindigkeiten über 160 km/h interessant. Sie wurde 1961 von der Deutschen Reichsbahn im Raw Meiningen zu einer Schnellfahrversuchslokomotive mit Schlepptender umgebaut. Wegen der damit geänderten Bauart erhielt die Lokomotive die neue Betriebsnummer 18 201. Mit einem Neubaukessel Typ 39E, den Außenzylindern der Hochdruck-Versuchslokomotive H 45 024 sowie einem neuen, geschweißten Innenzylinder und dem hinteren Rahmenteil der H 45 024 mit dem Schleppgestell erreichte sie Geschwindigkeiten bis zu 180 km/h. Der Einheitstender der Bauart 2’2’ T34 stammt von der 44 468. Die Lokomotive erhielt eine Teilverkleidung, in die auch der Tender einbezogen wurde. 1967 wurde die 18 201 im Raw Meiningen auf Ölhauptfeuerung umgebaut. 1970 erhielt sie die EDV-Nummer 02 0201. Die Maschine war eine von nur wenigen DR-Dampflokomotiven, die 1981 nicht auf Rostfeuerung zurückgebaut wurden. Im Jahr 2002 wurde sie im Raw Meiningen komplett überholt und befand sich danach im Eigentum der Dampf-Plus GmbH von Christian Goldschagg und Axel Zwingenberger.
Am 14. August 2019 wurde die 18 201 wegen Geschäftsaufgabe der Dampf-Plus GmbH an die Wedler Franz Logistik, Potsdam verkauft, bei der sie jetzt unter der Betriebsnummer 02 0201-0 betrieben wird.